# Rhamphomyia scitula
Rhamphomyia scitula är en tvåvingeart som beskrevs av Frey 1922. Rhamphomyia scitula ingår i släktet Rhamphomyia och familjen dansflugor. Inga underarter finns listade i Catalogue of Life.